# Saint-Pierre-du-Mont (Landes)
Saint-Pierre-du-Mont is een gemeente in het Franse departement Landes (regio Nouvelle-Aquitaine). De gemeente telde 9.996 inwoners op 1 januari 2022. De plaats maakt deel uit van het arrondissement Mont-de-Marsan.
De gemeente vormt een onderdeel van Marsan Agglomération die achttien gemeenten groepeert.

## Geschiedenis
De plaats Saint-Pierre-du-Mont is ouder dan het naastliggende Mont-de-Marsan dat teruggaat tot de 12e eeuw. In het gehucht Saint-Louis was er bewoning in de Gallo-Romeinse periode. Hier werd in de vroege middeleeuwen ook een kapel gebouwd. Hieruit ontstond de parochie Saint-Genès. De parochiekerk van Saint-Pierre werd gesticht in de 11e eeuw door monniken van de Abdij van Saint-Sever. Ze werd gebouwd op een rots twintig meter boven de riviervlakte van de Midouze. De lokale kalksteen werd gebruikt voor de bouw. De site van Saint-Pierre, die beter te verdedigen was, verving grotendeels die van Saint-Genès. Tegen de 14e eeuw was Saint-Genès niet meer dan een gehucht van Saint-Pierre-du-Mont en in de loop van de 18e eeuw verdween de naam Saint-Genès voor die van Saint-Louis (deze heiligen worden op dezelfde dag gevierd).
In de 14e eeuw werden de kerken van Saint-Genès en Saint-Pierre ondergeschikt aan de priorij en de burggraven van Marsan. De bevolking van Saint-Pierre-du-Mont bestond uit landbouwers (wijnbouw en graanteelt) en scheepslui in het riviertransport op de Midouze. Tijdens de Hugenotenoorlogen werd de kerk Saint-Pierre geplunderd en deels vernield. Ze werd maar in de loop van de 18e eeuw hersteld.
De 19e eeuw bracht veranderingen in de landbouw. Net als in het naastliggende Mont-de-Marsan werd geëxperimenteerd met tuinbouw en werd de aspergeteelt geïntroduceerd. In het zuiden van de gemeente werden dennenbossen aangeplant zoals in veel streken van Landes. In 1866 werd het noordelijk deel van de gemeente geannexeerd door Mont-de-Marsan. In de jaren 1950 begon de gemeente te verstedelijken, vooral met villabouw. In de jaren zestig kwam er ook een wijk met flatgebouwen, La Moustey. Ook na 2000 vond er nog stadsuitbreiding plaats.

## Geografie
De oppervlakte van Saint-Pierre-du-Mont bedroeg op 1 januari 2022 26,25 vierkante kilometer; de bevolkingsdichtheid was toen 380,8 inwoners per km².
De gemeente vormt een stedelijke agglomeratie met Mont-de-Marsan. In het noordwesten ligt ze op de linkeroever van de Midouze en in het zuidoosten grenst ze aan de spoorlijn Mont-de-Marsan - Tarbes.
De onderstaande kaart toont de ligging van Saint-Pierre-du-Mont met de belangrijkste infrastructuur en aangrenzende gemeenten.

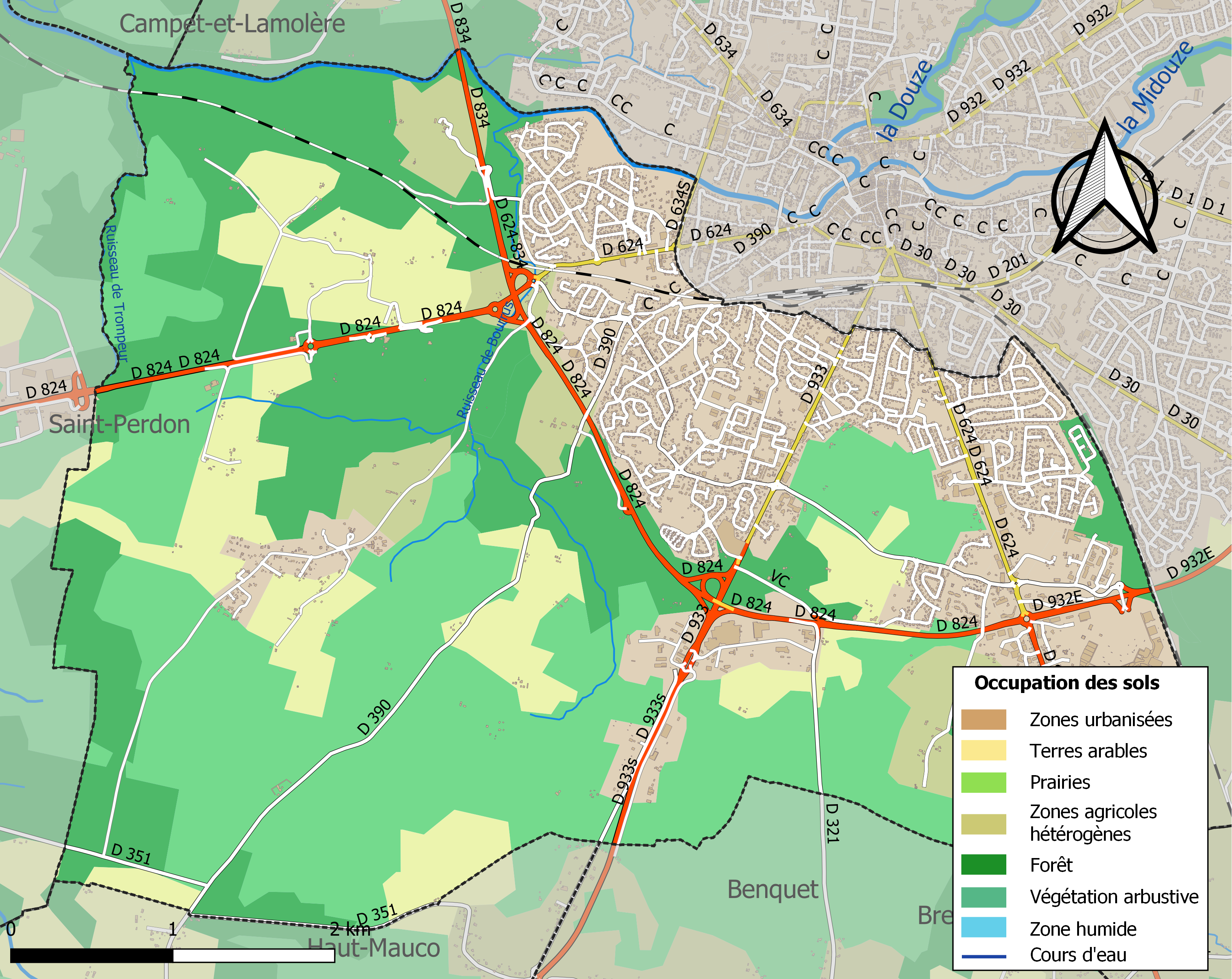

## Demografie
Onderstaande figuur toont het verloop van het inwonertal (bron: INSEE-tellingen).